# Lu Rongting

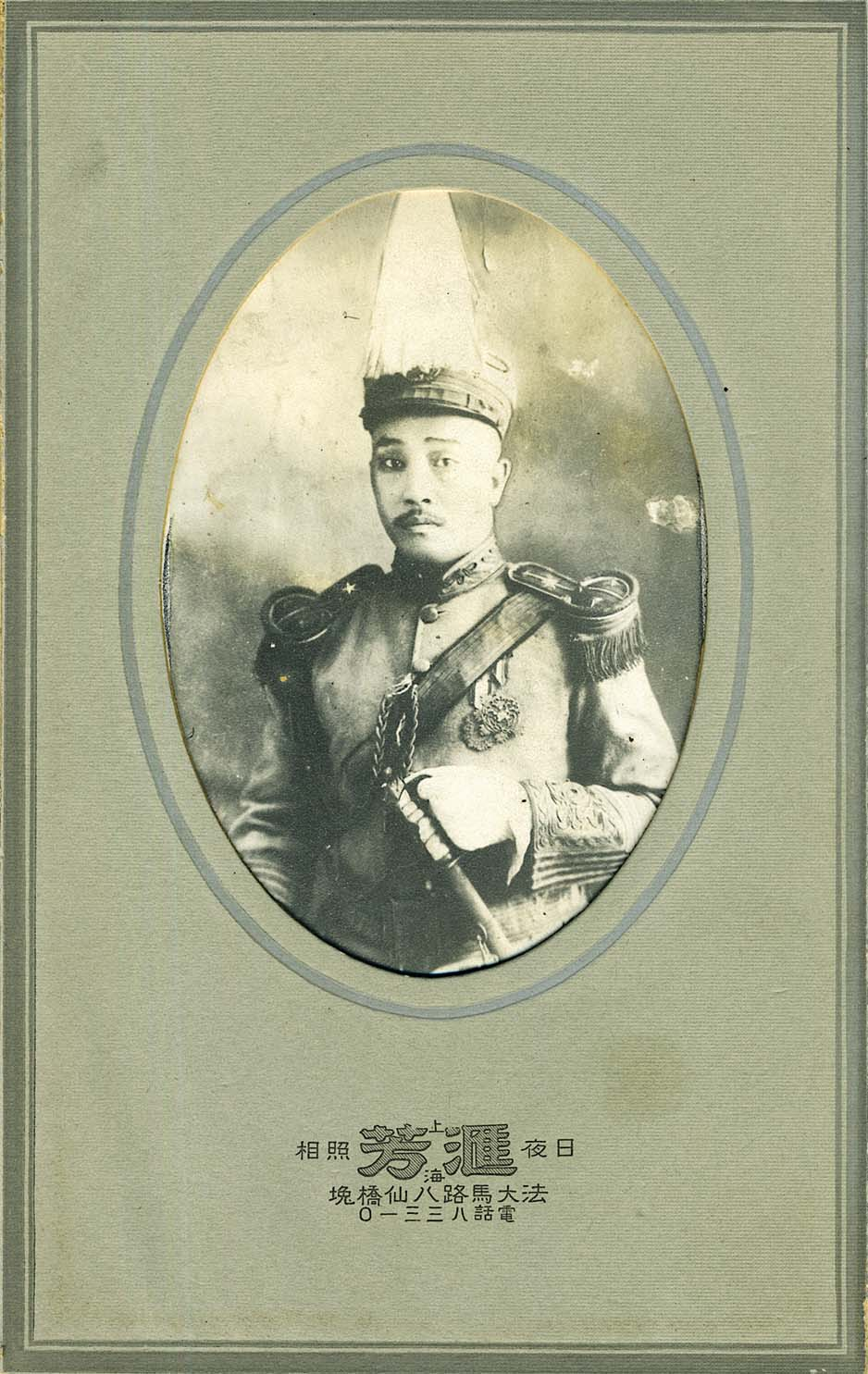
Lu Rongting vestido de general

Lu Rongting (en chino tradicional, 陸榮廷; en chino simplificado, 陆荣廷; pinyin, Lù Róngtíng; 9 de septiembre de 1859 – 6 de noviembre de 1928), también escrito como Lu Yung-ting y Lu Jung-t'ing, fue un militar y político del Imperio Qing tardío y la Era Republicana temprana, originario de Wuming, Guangxi. Pertenecía a la Etnia Zhuang.

## Biografía

### Dinastía Qing tardía
Lu Rongting procedía de una familia campesina y se unió a las sociedades secretas durante su juventud para ganarse la vida. Se unió al ejército regular de la Dinastía Qing, tras el estallido de la Guerra franco-china, en 1884.
Entre 1903 y 1905, participó activamente en la represión de revolucionarios en Guangxi. E el otoño de 1904, el Virrey de Liangguang Cen Chunxuan lo nombró comandante de la unidad de guardia fronteriza de 4000 hombres de Guangxi. Dicho ejército formaría posteriormente el núcleo de la antigua camarilla de Guangxi.
En diciembre de 1907, Long Jiguang y Lu Rongting lideraron a las tropas Qing en la represión del Levantamiento de Zhennanguan. El éxito en la represión de dicha revuelta, encabezada por Sun Yat-sen y Huang Xing, obligó a Sun a escapar a Singapur, y no volvió a regresar a China hasta el estallido del Levantamiento de Wuchang. La corte de los Qing premió a Lu con el título de Baturu. 
Con la partida de Long Jiguang para ocupar la posición de Virrey de Guangdong, Lu resultó promovido a Virrey de Guangxi. Sin embargo, algunos historiadores dudan de este dato, pues afirman que Guangdong y Guangxi eran gobernadas por un solo Virrey desde Liangguang.

### Líder de la antigua camarilla de Guangxi
En julio de 1911, tras el Levantamiento de Wuchang, el Gobernador de Guangxi Chen Bingkun proclamó la independencia y formó el Gobierno Militar de Guangxi. Después de la partida de Shen Bingkun y Wang Zhixiang, Lu asumió el control de la Provincia de Guangxi.
El 8 de febrero de 1912, Yuan Shikai nombró a Lu formalmente Gobernador de Guangxi. Durante la Segunda Revolución, iniciada por el Kuomintang en 1913, Lu se alineó con Yuan Shikai y reprimió a los revolucionarios nacionalistas en Guangxi.
Poco tiempo después, Cai E y Tang Jiyao, de la Camarilla de Yunnan, iniciaron la Guerra de Protección Nacional y Lu se les unió contra las ambiciones monárquicas de Yuan Shikai. En el proceso, Cen Chunxuan, un enemigo de Yuan Shikai, fue reclutado secretamente por Lu. Algunos historiadores han sugerido que la razón para el cambio de bando repentino de Lu fue su descontento con el  tratamiento preferencial de Yuan, que le impedía expandir su influencia a Guangdong. La Guerra de Protección Nacional llevó a la abdicación de Yuan Shikai.
Long Jiguang proclamó la independencia de Guangdong del gobierno de Yuan el 6 de abril de 1916. Con la muerte de Yuan Shikai en junio, Lu y Li Liejun atacaron a Long y lo obligaron a retirarse a Hainan. Ese mismo año, Lu asumió la posición de Gobernador de la Provincia de Guangdong. Su control y jurisdicción sobre Guangdong y Guangxi fue reforzado por Li Yuanhong en abril de 1917.

### Inicio de la Era de los señores de la guerra

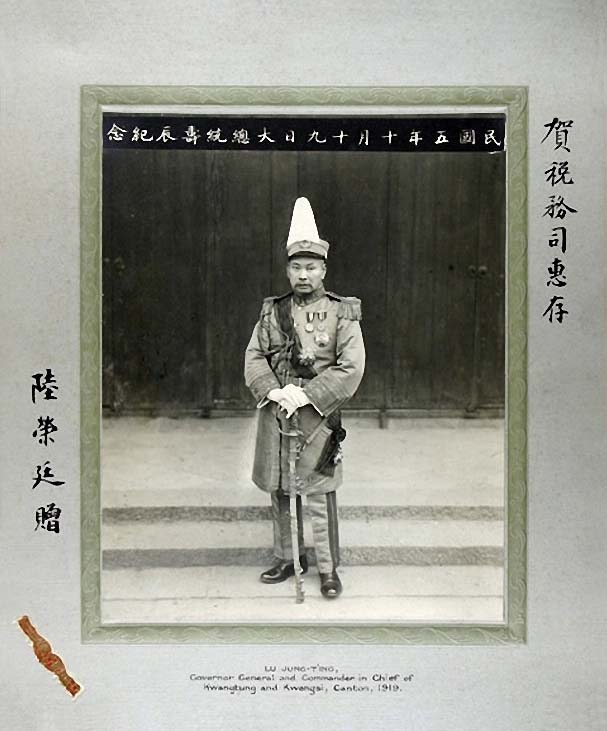
Regalo de Lu para RFC Hedgeland, fechado el 19 de octubre de 1919. La inscripción reza: “Lu Jung-T'ing, Gobernador General y Comandante en Jefe de Guangdong y Guangxi, Cantón”.

Sun Yat-sen inició el Movimiento de Protección de la Constitución en 1917, en el cual Lu jugó un papel importante. Bajo la reorganización militar de 1918, Tang Jihao y Lu fueron nombrados jefes conjuntos. Dicha reorganización fue fundamental en el establecimiento de la paz entre el gobierno de Beijing, controlado por la Camarilla de Zhili y los ejércitos del Movimiento de Protección de la Constitución.
Sin embargo, aparecieron grietas en la unidad del movimiento, debido a la oposición de Sun a la postura de la Antigua camarilla de Guangxi de Lu contra el gobierno controlado por la Camarilla de Zhili en Beijing. Además, el pueblo de Guangdong, comenzó poco a poco a oponerse alcontrol de Lu sobre la provincia. En julio de 1920, Chen Jiongming, con el apoyo de Sun, expulsó a Lu y a Cen Chunxuan de Guangdong.

### Regreso, derrota y muerte
Tras la pérdida de Guangdong, Lu obtuvo el apoyo del Gobierno de Beiyang en un intento de recuperar la provincia. En junio de 1921, estalló el segundo conflicto entre la Antigua camarilla de Guangxi y Guangdong. Sin embargo, debido a las deserciones en su propio ejército y la pérdida de la ciudad estratégica de Chongzuo en septiembre, Lu declaró su decisión de retirarse del puesto de Gobernador en Nanning, y se marchó a Shanghái.
Debido a la polarización de las relaciones entre Chen Jiongming  y Sun Yat-sen, Lu fue nuevamente nombrado Gobernador de la Provincia de Guangxi en 1923 por el Gobierno de Beiyang. Sin embargo, fue incapaz de recuperar completamente su influencia sobre la provincia, debido a la formación de la Nueva camarilla de Guangxi, encabezada por Li Zongren y Bai Chongxi.
Tres nuevas fuerzas emergieron en el sur de China, the most powerful led by the coalition of Lu and followed by Shen Hongying and the New Guangxi Clique. En 1924, las fuerzas de Lu quedaron rodeadas por las tropas de Shen y al mismo tiempo fueron atacadas por la Nueva camarilla de Guangxi. Nanning fue capturada por la Nueva camarilla de Guangxi y, hacia el mes de agosto de ese año, Lu también había perdido Guilin a manos de las tropas de Shen. Enfrentando su derrota, huyó a Yongzhou, Hunan, y anunció oficialmente su derrota y su retiro de la política el 9 de octubre de 1924. Falleció de enfermedad, el 6 de noviembre de 1928, en Shanghái.

## Familia
- Cuñado: Tan Haoming
- Yerno: Long Yungan (Hijo de Long Jinguang)
- Hijo: Lu Yuguang